# Ицтлаколиуки
Ицтлаколиуки — бог мороза, снега, льда, холода, темноты, стихийных бедствий, наказаний, обсидиана в ацтекской мифологии. Имя переводится как «Мороз-убийца растений» или «Всё согнулось от холода» (менее верный вариант «Кривой обсидиановый нож»). Иногда рассматривают как олицетворение Тецкатлипоки. Другое имя «Ишкимилли». Является богом 12 тресени (1 Ящерица — 13 Стервятник) тональпоуалли.

## Описание
Его лицо изображалось как немного изогнутый чёрный обсидиан. На глазах или на лбу носит повязку как знак справедливого правосудия. В общем раскрашенный в чёрный и красный цвета. В руках он держит «tlachpanoni» — метлу из соломы (знак чистоты).

## Мифы
Появление этого бога в мифах связана с созданием 5 Солнца (эпохи), движением Солнца и Луны. Когда последние не пошли своим обычным путём, а застыли на одном месте, бог Тонатиу потребовал от остальных богов присяги ему на верность и жертвы в виде крови, чтобы светила пришли в движение. Разгневанный его высокомерием, бог утренней зари Тлауискальпантекутли выпустил стрелу в Солнце. Однако стрела не попала в цель, а Солнце выпустило соответствующую стрелу, которая пронзила голову Тлауискалпантекутли. В этот момент бог утренней звезды Тлауискалпантекутли превратился в бога камня и холода Ицтлаколиуки и по этой причине на востоке от Солнца всегда холодно.
Вместе с божествами Тецкатлипокою и Ицпапалотль является частью общего процесса, что предполагает рождение, жизнь и смерть. Ицтлаколиуки отвечает за последнее. Является покровителем объективности, представляет собой справедливое правосудие.

## Культ
Отдельного поклонения этому божеству не существовало. Однако жрецы во время жертвоприношений, особенно для Тецкатлипоки, использовали ритуальный нож, который назывался Ицтлаколиуки. Также его вспоминали во время праздника Очпанистли.